# Hôtel Schneider
L’hôtel Schneider est un hôtel particulier situé dans le 8e arrondissement de Paris. Le bâtiment fait l’objet d’une inscription au titre des monuments historiques depuis le 6 mars 1980.

## Localisation
Il est situé au 137 rue du Faubourg-Saint-Honoré, dans le 8e arrondissement de Paris.

## Histoire
L'hôtel particulier de 4 200 m2 est construit en 1860 pour le marquis Auguste de Talhouët-Roy.
Il passe en 1881 à Henri Schneider (1840-1898), de la célèbre dynastie de maîtres de forges.

## Architecture

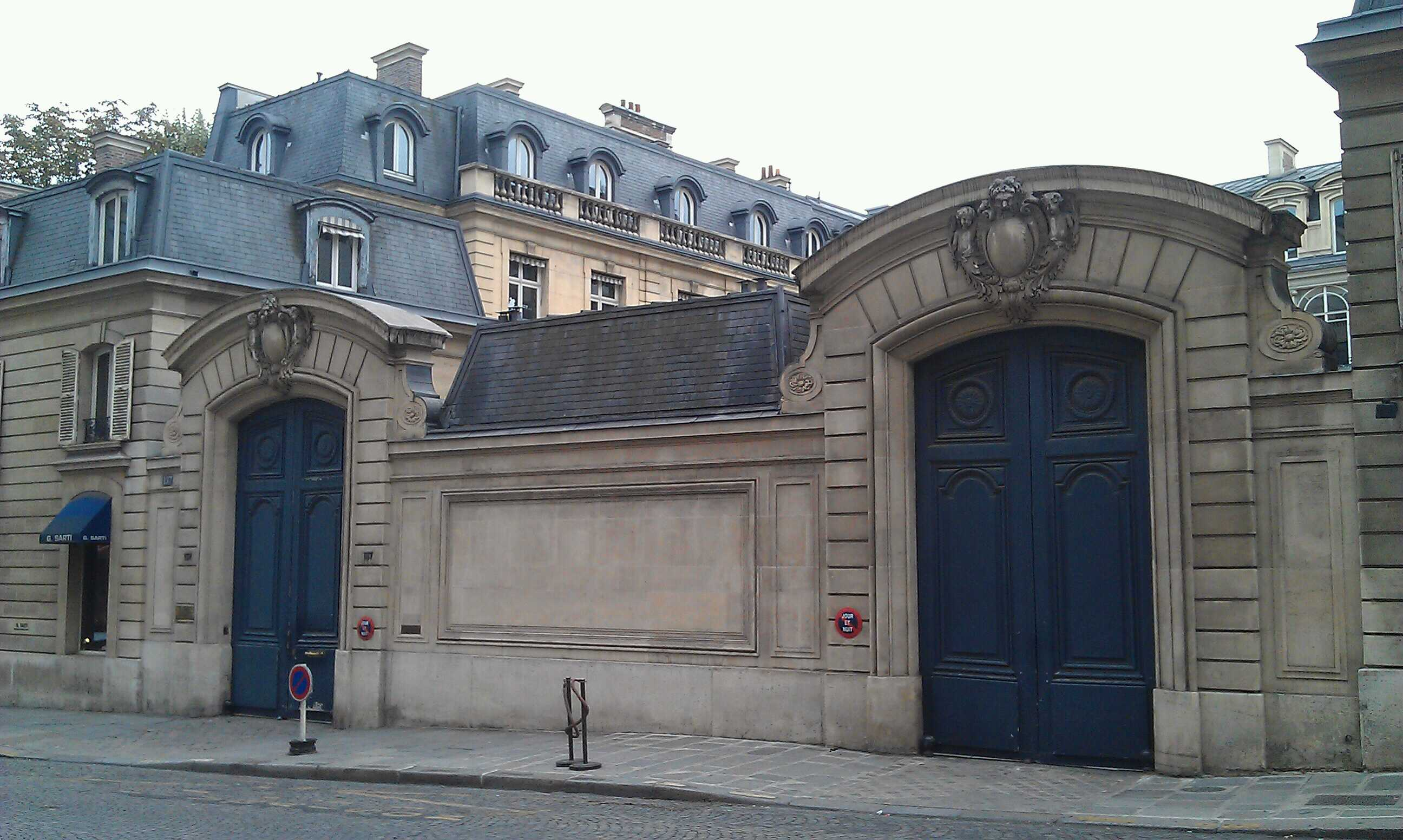
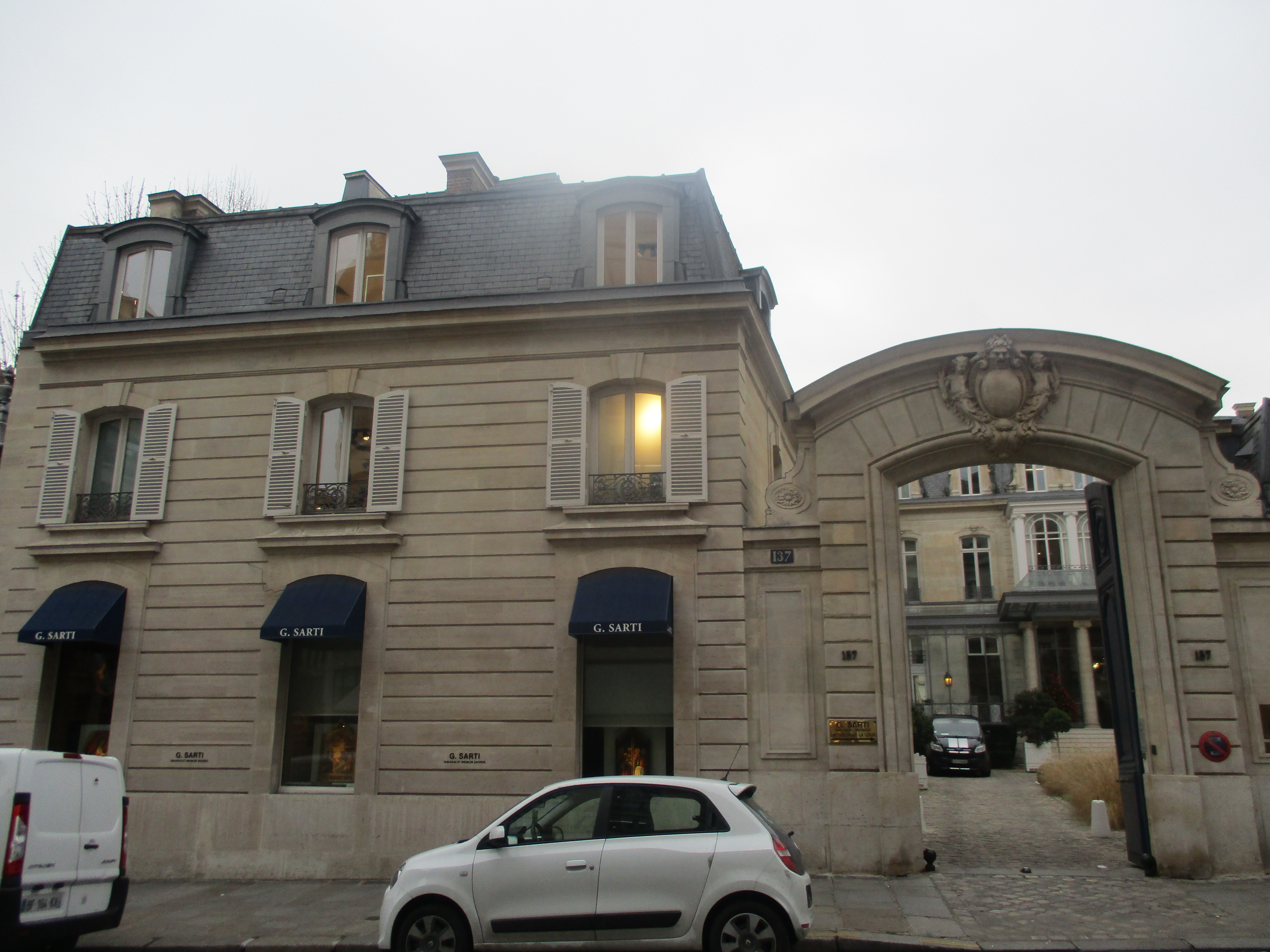
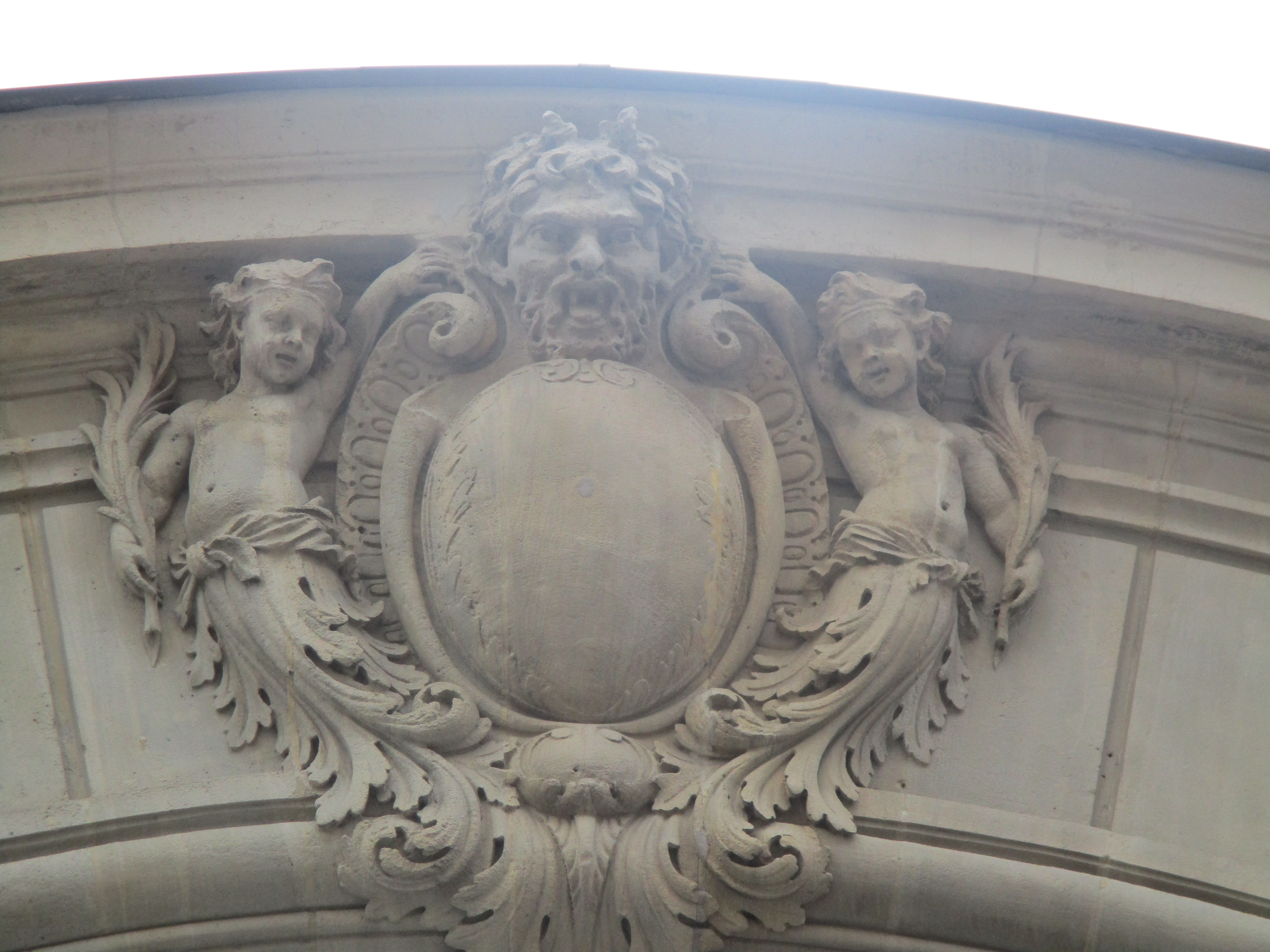
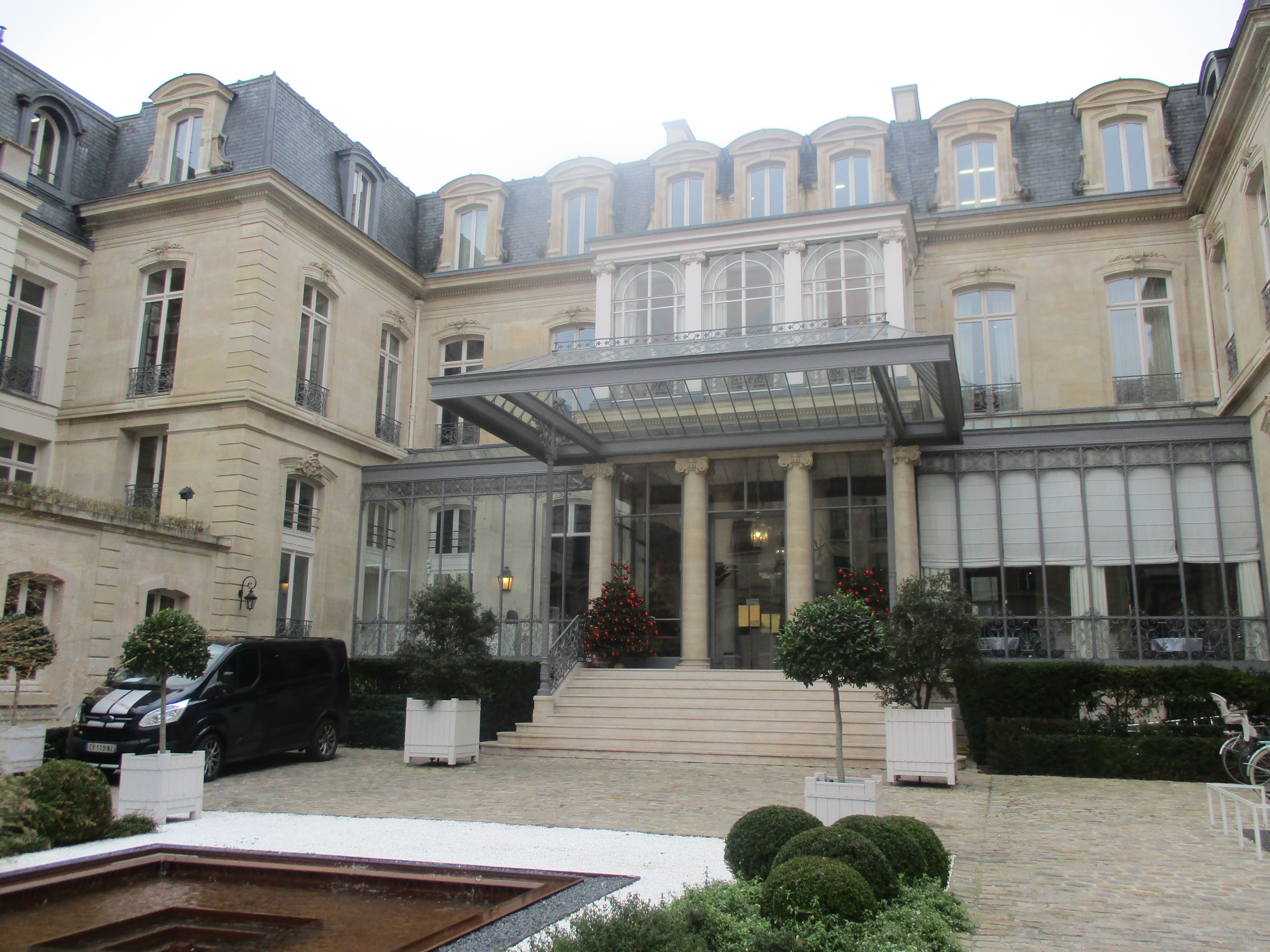
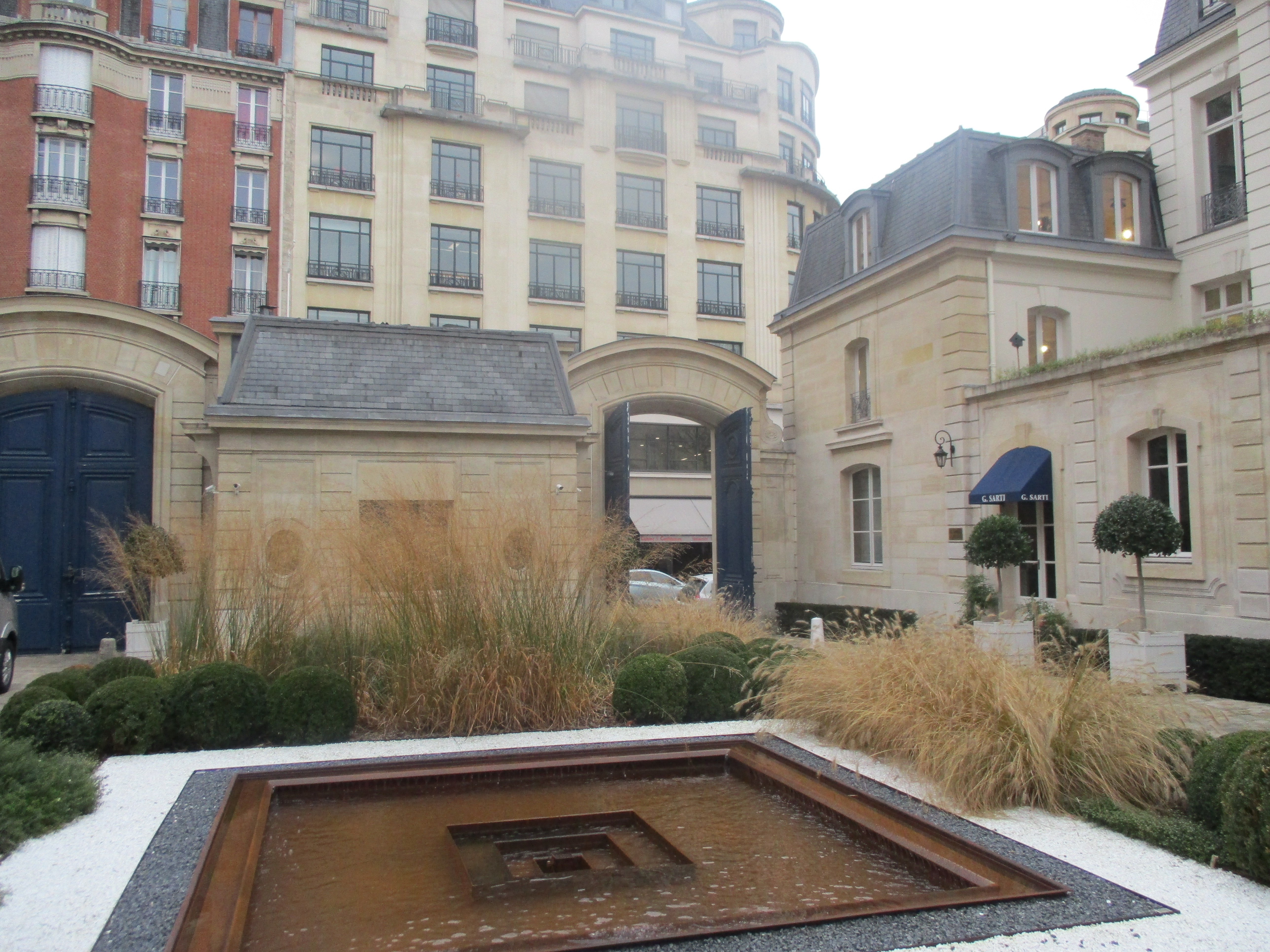
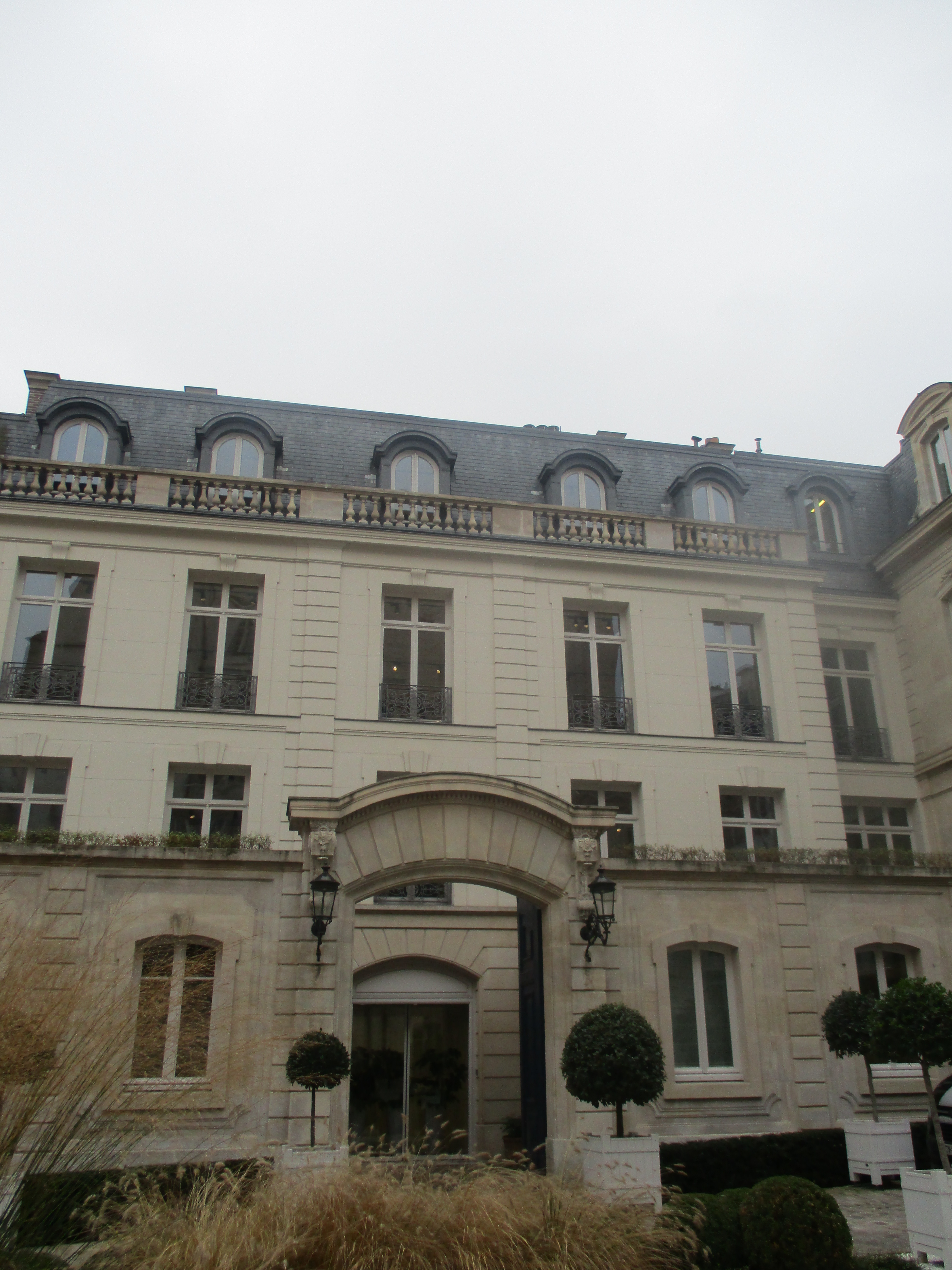
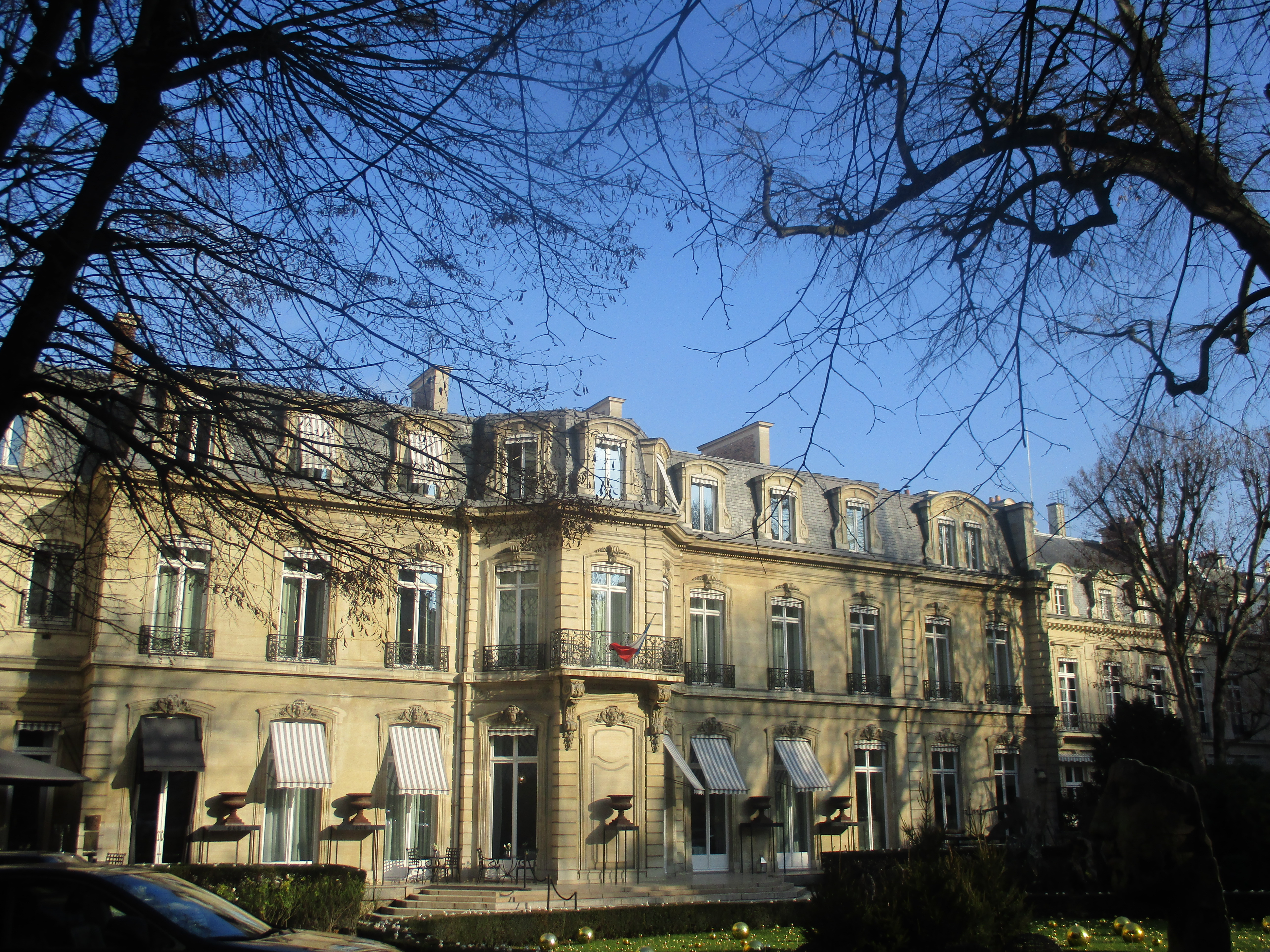